# Uinta oreadella
Uinta oreadella är en fjärilsart som beskrevs av George Duryea Hulst 1888. Uinta oreadella ingår i släktet Uinta och familjen Crambidae. Inga underarter finns listade i Catalogue of Life.